# دومينيك برانت
دومينيك برانت (بالإنجليزية: Dominic Brunt)‏ هو ممثل بريطاني، ولد في 15 أبريل 1970 في ماكليسفيلد في المملكة المتحدة.

## أعمال

### مسلسلات
- إميرديل

## وصلات خارجية
- دومينيك برانت على موقع IMDb (الإنجليزية)
- دومينيك برانت على موقع قاعدة بيانات الفيلم (الإنجليزية)